# Wygorzel
Der Wygorzel (deutsch: Brandberg) ist ein 531 m hoher Berg im schlesischen Teil des Isergebirges in Polen, teilweise wird er auch bereits zum Isergebirgsvorland gezählt. Der Wygorzel erhebt sich westlich von Kłopotnica (Neusorge) bzw. nördlich von Proszowa (Gräflich Kunzendorf) im Zackenkamm in der Gemeinde Mirsk.

## Beschreibung
Der Gipfel ist  mit Nadelwald bewachsen. Der Berg besteht aus Graniten und Gneisen sowie Quarzen. Die gesamte Westseite des Berges wird von einem teilweise abgesoffenen Steinbruch der Kamieniołom Bazaltu Rębiszów eingenommen.